# IAI Kfir
Israel Aircraft Industries Kfir (Hebrew: כפיר, "Lion Cub - Sư tử con") là một máy bay tiêm kích đa vai trò, bay trong mọi thời tiết được Israel chế tạo. Nó được phát triển dựa vào những cải tiến trên khung máy bay Dassault Mirage 5, với hệ thống điện tử hàng không của Israel và phiên bản động cơ phản lực turbin General Electric J79 do Israel chế tạo.

## Phát triển

### Bối cảnh

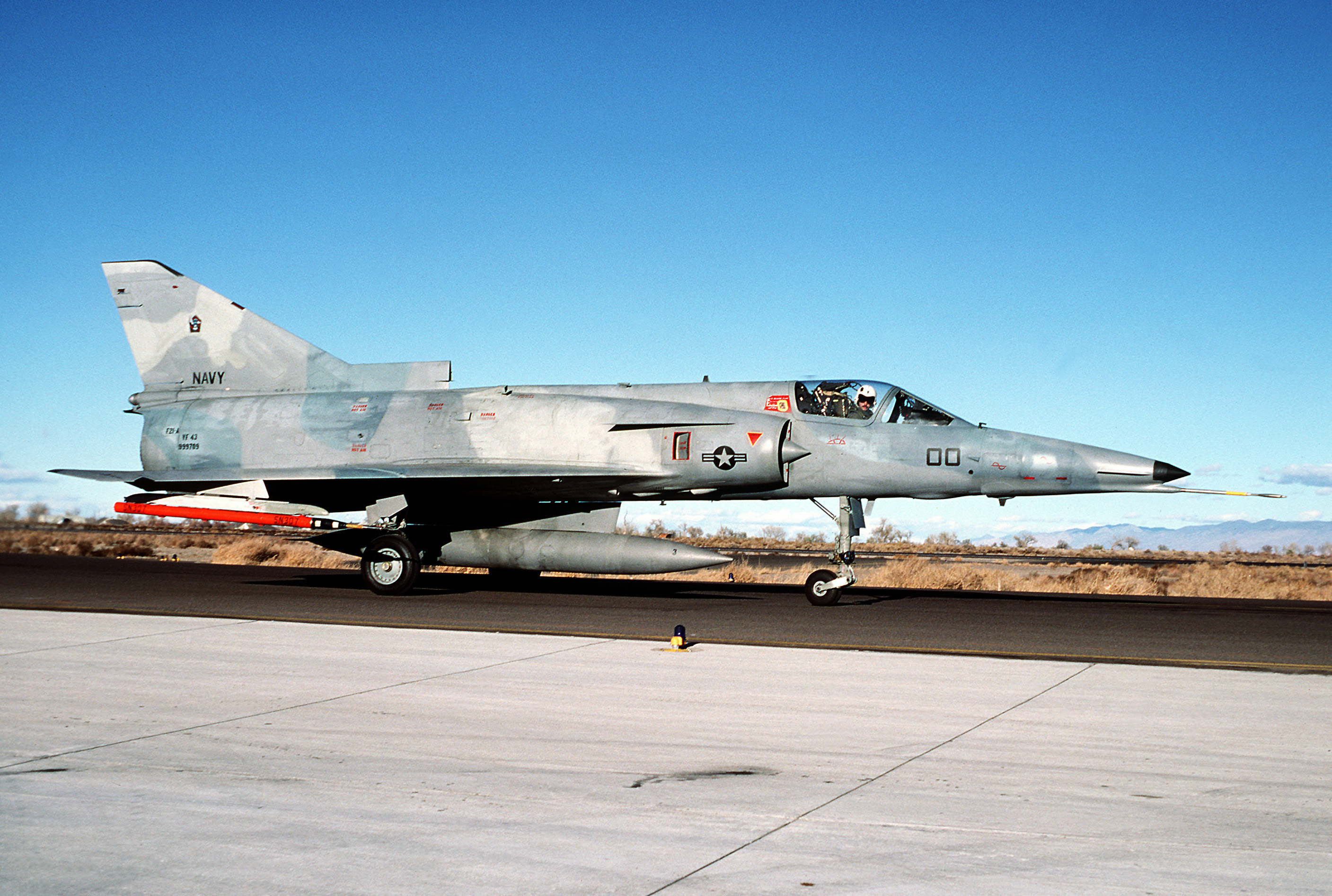
F-21A Kfir thuộc phi đội VF-43 tại Căn cứ không quân Hải quân Fallon, Nevada, Hoa Kỳ

Dự án tạo ra Kfir có thể là một yêu cầu của Israel để làm Dassault Mirage IIIC phù hợp với những yêu cầu đặc biệt của Không quân Israel (IAF).
Mirage IIICJ là máy bay cánh tam giác, bay trong mọi thời tiết, và là máy bay phản lực siêu âm đầu tiên được Israel mua được, và là một phần cấu thành xương sống của IAF trong thập kỷ 1960, cho đến khi A-4 Skyhawk xuất hiện và quan trọng nhất là F-4 Phantom II, vào cuối thập kỷ 1960. Trong khi Mirage IIICJ tỏ ra vô cùng hiệu quả trong vai trò chiếm ưu thế trên không, nó có tầm hoạt động tương đối ngắn khi sử dụng như một máy bay tấn công mặt đất do có một số giới hạn.
Như vậy trong giữa thập niên 1960, theo yêu cầu của Israel, hãng Dassault Aviation bắt đầu phát triển Mirage 5, một phiên bản tấn công mặt đất chỉ bay trong thời tiết tốt của Mirage III. Theo sau những đề nghị của Israel, hệ thống điện tử hàng không tiên tiến đặt ở sau buồng lái bị loại bỏ, cho phép máy bay tăng khả năng mang nhiên liệu trong khi giá thành bảo dưỡng được giảm bớt.
Năm 1968, Dassault đã hoàn thành sản xuất 50 chiếc Mirage 5J cho Israel, nhưng một lệnh cấm vận vũ khí do Chính phủ Pháp áp đặt lên Israel vào năm 1967 đã ngăn cản Dassault thực hiện việc chuyển giao các máy bay. Người Israel đã trả lời bằng việc sản xuất không giấy phép một loạt máy bay sao chép của Mirage 5 mang tên là Nesher (Eagle - Đại bàng), với những đặc điểm kỹ thuật về khung máy bay và động cơ đều do cơ quan tình báo của Israel thu được.

### Phát triển

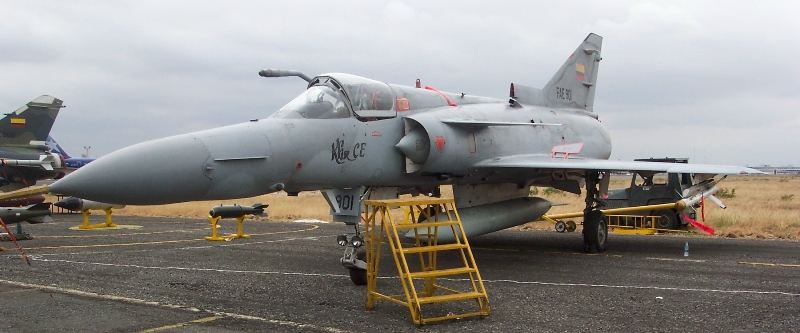
Kfir CE (C.10). không quân Ecuador, chú ý cần tiếp nhiên liệu và phần mũi dài hơn của phiên bản này.

Những phát triển của loại máy bay này có được khiến nhiều người nghi ngờ đây là những kết quả do hoạt động bí mật của các cơ quan trong Mossad. Mossad có thể đã có được bản kế hoạch về máy bay Mirage III của Pháp, chúng được sử dụng trực tiếp trong quá trình thiết kế máy bay Kfir. Những người thiết kế tại IAI bắt đầu công việc trong dự án để cải tiến Mirage III, trước hết bằng việc tìm kiếm một động cơ thay thế.
Hai động cơ được lựa chọn ban đầu cho thử nghiệm là General Electric J79 (động cơ phản lực turbin) và Rolls-Royce Spey (động cơ phản lực cánh quạt đẩy). Cuối cùng, J79 đã được lựa chọn, vì nó cũng được sử dụng trên McDonnell Douglas F-4 Phantom II, do đó Israel dễ dàng mua được loại động cơ này từ Hoa Kỳ, và người Israel mua được loại động cơ này vào năm 1969, cùng với một giấy phép sản xuất J79. J79 rõ ràng mạnh hơn động cơ Atar 09, nó cung cấp lực đẩy kho là 49 kN (11.000 lbf) và lực đẩy khi đốt nhiên liệu phụ trội là 83.4 kN (18.750 lbf).
Để điều chỉnh động cơ mới vào khung của Mirage III, và phải đáp ứng được yêu cầu làm mát của J79, phần thân máy bay phía sau đã bị rút ngắn và được mở rộng ra, nhưng cửa hút khí được mở rộng, và một lối vào khí lớn được đặt ở đáy của bộ phận thăng bằng thẳng đứng, và do đó sẽ cung cấp thêm không khí để làm mát cho động cơ khi đốt nhiên liệu phụ trội. Động cơ được bọc trong một tấm chắn chịu nhiệt bằng titan.
Một chiếc Mirage IIIBJ hai chỗ lắp động cơ GE J79 đã thực hiện chuyến bay đầu tiên vào tháng 9-1970, và nhanh chóng sau đó là một chiếc Nesher được lắp thiết bị mới bay vào tháng 9 năm 1971.
Một nguyên mẫu cải tiến của máy bay có tên gọi Ra'am ("Thunder"), đã bay thử lần đầu vào tháng 6-1973. Nó có một buồng lái được sửa lại nên có tầm nhìn bao quát hơn và rộng hơn, một bộ càng hạ cánh khỏe hơn, và một số lượng đáng kể hệ thống điện tử hàng không do Israel chế tạo. Những thùng nhiên liệu nhỏ được sắp xếp lại, do đó tăng thêm khả năng mang nhiên liệu là 713 gallon.
Có những báo cáo không được xác nhận về một số chiếc Mirage IIIC đầu tiên được trang bị động cơ J779 và mang tên Barak ("Lightning"), đã tham gia vào Chiến tranh Yom Kippur năm 1973, nhưng những nguồn thông tin đó không được chứng minh.

## Lịch sử hoạt động

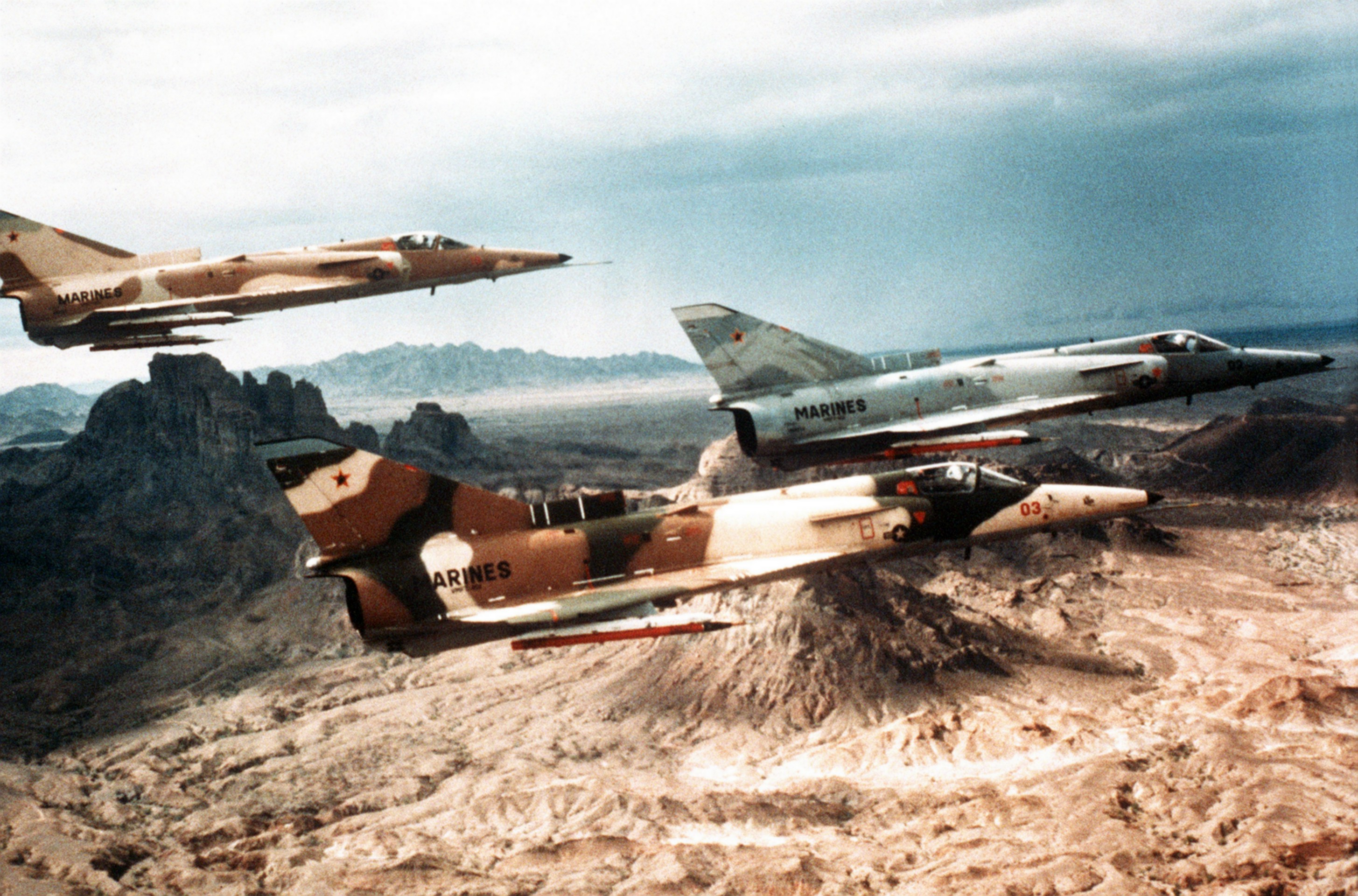
IAI Kfir C-2 thuộc không quân Israel

Kfir bắt đầu hoạt động trong IAF vào năm 1975, đơn vị đầu tiên sử dụng là Phi đội tiêm kích số 1. Những năm sau đó, vài phi đội khác cũng được trang bị với loại máy bay mới. Vai trò của Kfir như một máy bay chiếm ưu thế trên không chính của IAF thực tế đã chết yểu, năm 1976, Mỹ đã chuyển cho Israel những chiếc máy bay chiến đấu F-15 Eagle đầu tiên.
Hồ sơ về tham chiến đầu tiên của Kfir ghi diễn ra vào ngày 9 thsang 11-1977, trong thời gian diễn ra cuộc không kích của Israel vào một trại huấn luyện khủng bố tại Tel Azia, Liban. Chiến thắng trên không duy nhất của Kfir trong thời gian phục vụ IAF xảy ra vào ngày 27 tháng 6-1979, khi một chiếc Kfir C.2 bắn hạ một chiếc MiG-21 của Syria.
Vào thời điểm Israel xâm lược miền nam Liban năm 1982 (Chiến dịch Hòa bình cho Galilee), IAF đã sử dụng những chiếc F-15 và F-16 cho vai trò chiếm ưu thế trên không, do đó Kfir đã phải chuyển sang nhiệm vụ tấn công không hộ tống. Sau đó, mọi chiếc IAF C.2 bắt đầu được nâng cấp thành phiên bản C.7, phiên bản này có hiệu suất tăng cường như một máy bay tiêm kích-ném bom, báo hiệu vai trò mới mà Kfir sẽ thực hiện trong các mệnh lệnh chiến đấu của IAF.
Trong đầu thập kỷ 1990, những chiếc Kfir cuối cùng đã rút khỏi biên chế hoạt động trong IAF, sau gần hai mươi năm hoạt động liên tục.

### Kfir hoạt động tại các quốc gia khác

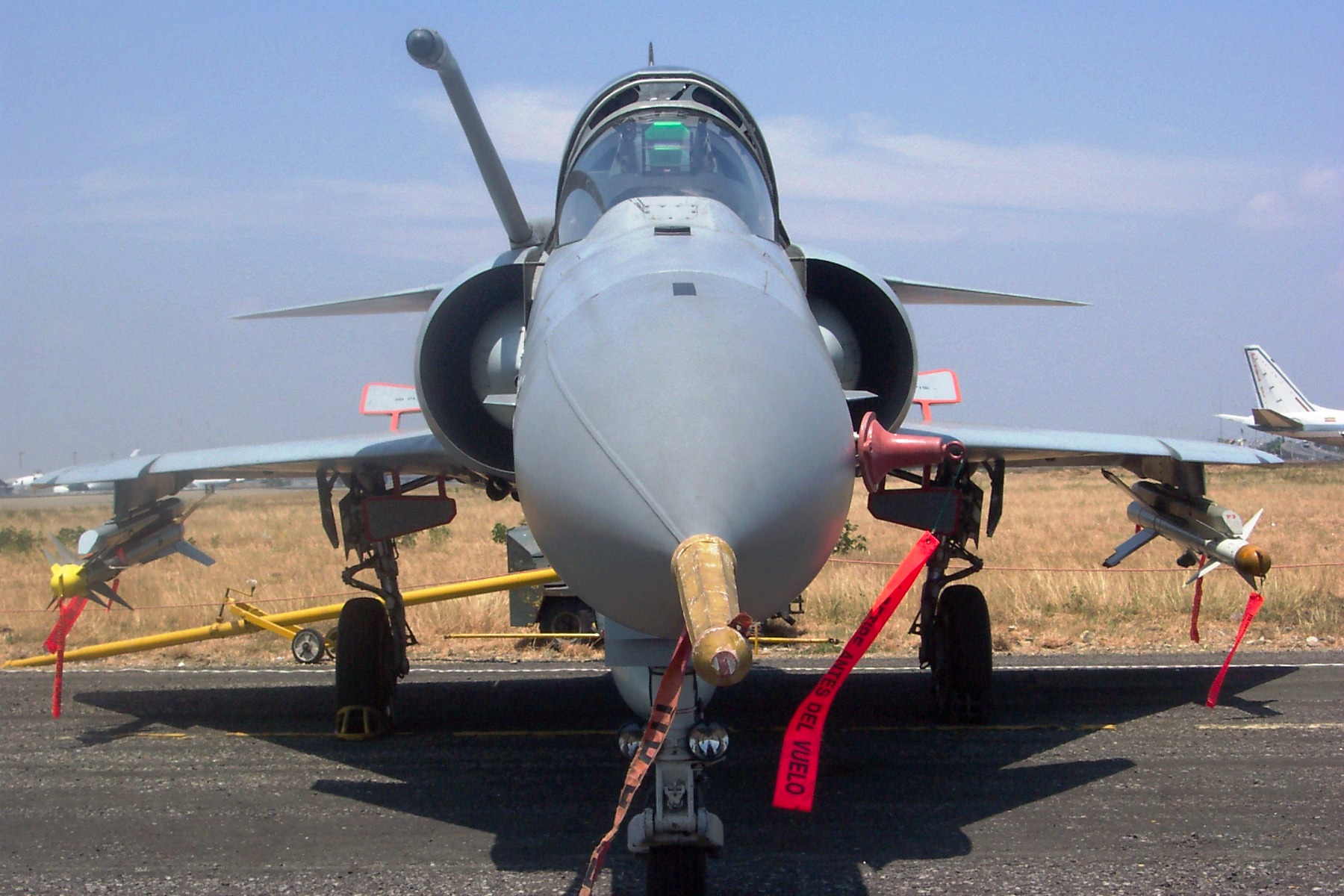
Kfir CE nhìn từ phía trước, với tên lửa Python 3 dưới cánh trái, và một tên lửa Python 4 dưới cánh phải.

Từ khi động cơ turbin J79 cũng như nhiều công nghệ bên trong Kfir được sản xuất tại Israel dưới các giấy phép sản xuất của Mỹ, mọi hợp đồng mua bán của Kfir đều phải tùy thuộc vào sự phê chuẩn của Bộ ngoại giao Mỹ, một thực tế khiến các hợp đồng của Kfir bị giới hạn tới các quốc gia.
Kể từ năm 2006, IAI Kfir đã được xuất khẩu tới Colombia, Ecuador, và Sri Lanka.

#### Hoa Kỳ
25 chiếc Kfir-C1 cải tiến đã được Hải quân Hoa Kỳ và Thủy quân Lục chiến Hoa Kỳ thuê từ năm 1985 đến năm 1989, để đóng vai máy bay đối phương trong huấn luyện không chiến (DACT). Loại máy bay này được gọi tên F-21A Lion theo cách gọi của Mỹ, nó có cánh mũi nhỏ hơn và một đường ván vuông góc nhỏ trên các cạnh của phần mũi, điều này giúp máy bay cải thiện tính linh hoạt của máy bay, cũng như lái bằng tay ở tốc độ thấp.
12 chiếc F-21 được hải quân thuê, chúng được biên chế vào phi đội VF-43, có căn cứ tại căn cứ không quân hải quân Oceana. Năm 1988 chúng được trả lại và thay thế bởi những chiếc F-16N. 13 chiếc cho Thủy quân lục chiến Hoa Kỳ thuê được biên chế trong phi đội VMFT-401 tại Trạm không quân thủy quân lục chiến Yuma. Ngoài màu xanh-xam được sơn trên máy bay, thủy quân lục chiến Mỹ còn có một số chiếc F-21 được sơn màu của Israel và màu cát sa mạc "flogger". Những máy bay này được thay thế bởi những chiếc F-5E khi chúng được trả lại vào năm 1989.

#### Colombia

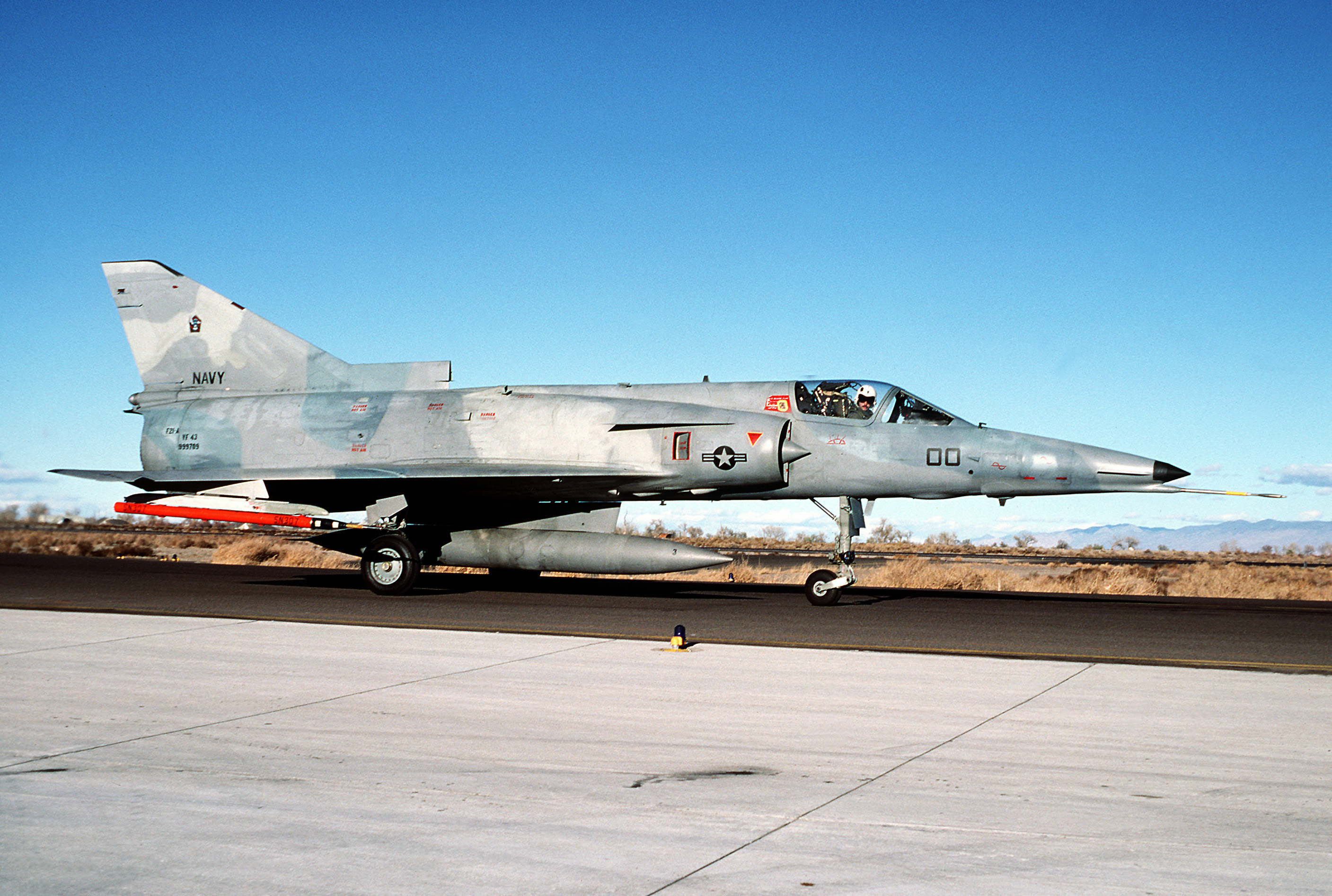
Kfir thuộc phi đội VF-41.

Năm 1989, khi hiệp định thương mại giữa Colombia và Israel được ký kết, chính phủ Colombia đã mua một lô gồm 12 chiếc IAF Kfir C.2 cũ và 1 chiếc TC.2, chúng được chuyển giao cho Không quân Colombia (FAC) vào năm 1989-1990. Sau đó, mọi chiếc C.2 đã được nâng cấp thành phiên bản C.7. Những chiếc Kfir FAC đã được sử dụng rộng rãi trong các nhiệm vụ tấn công mặt đất trong các chiến dịch chống quân du kích ở Colombia. Kfir được trang bị với những tên lửa Python 3 hồng ngoại. Kể từ năm 2004, 2 chiếc đã mất trong các tai nạn.
Vào tháng 2-2008, Colombia đã ký một thỏa thuận với chính phủ Israel để mua thêm 24 chiếc IAF Kfir cũ khác. Những máy bay này có lẽ sẽ được nâng cấp bởi Israel Aerospace Industries thành tiêu chuẩn C.10.

#### Ecuador

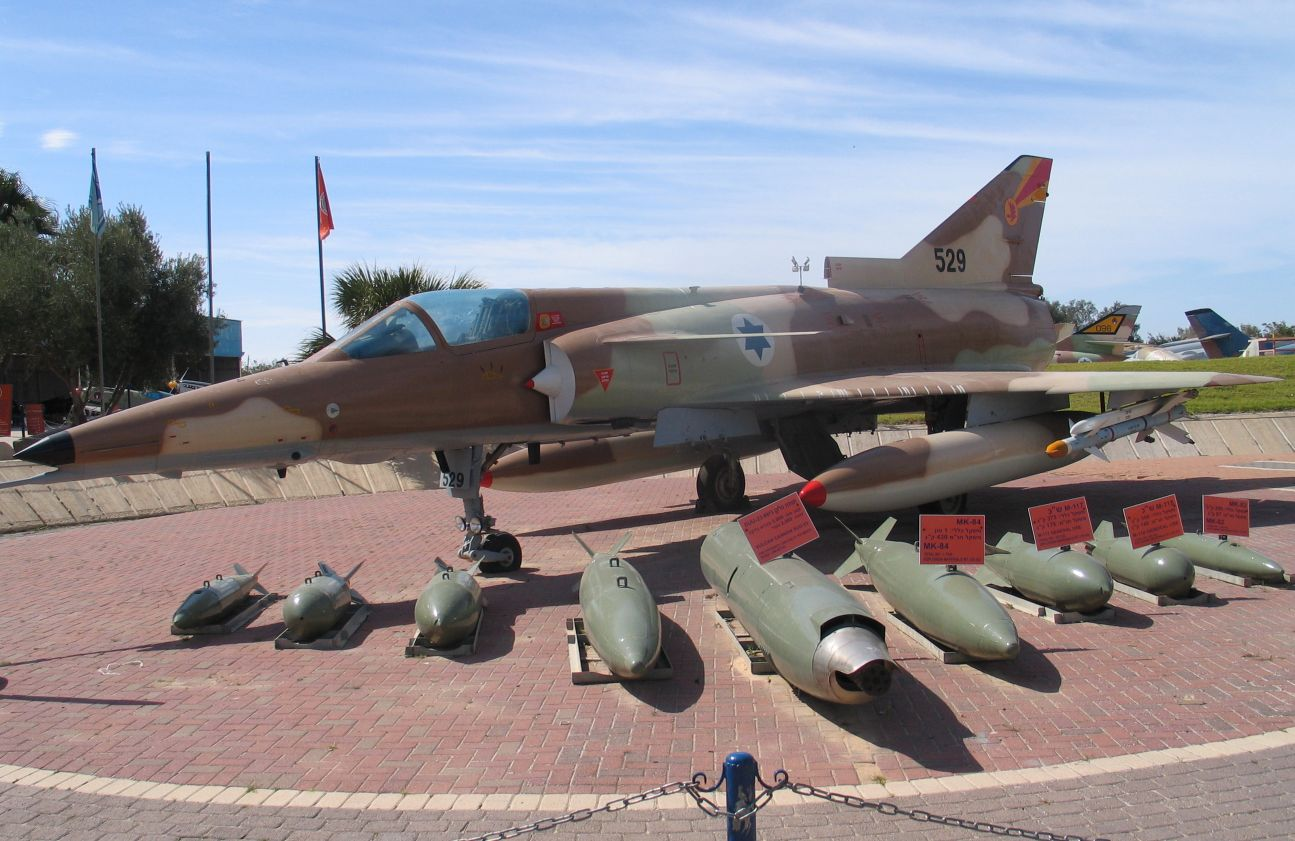
IAI Kfir tại Muzeyon Heyl ha-Avir, căn cứ không quân Hatzerim, Israel. 2006

Vào năm 1981, Ecuador và Israel đã ký một hợp đồng bán 10 chiếc IAF Kfir C.2 và 2 chiếc TC.2 cũ được tân trang lại, chúng được chuyển cho Không quân Ecuador (FAE) vào năm 1982-1983. Những chiếc Kfir được biên chế trong Phi đội 2113 (Lions - Những con sư tử) thuộc Không đoàn tiêm kích 21 của FAE, đặt căn cứ tại căn cứ không quân Taura, trên những vùng đất thấp về phía tây Ecuador.
Những chiếc Kfir thuộc FAE đã tham gia hoạt động trong thời gian Chiến tranh Cenepa 1995 giữa Ecuador và Peru. Dựa vào phi đội những chiếc A-37B dưới tốc độ âm thanh cho các nhiện vụ tấn công mặt đất ở độ cao thấp vào các vị trí của Peru, không quân Ecuador đã giữ những chiếc Mirage F.1 và Kfir C.2 của mình để sử dụng trong các nhiệm vụ hộ tống và đánh chặn. Vào 10 tháng 2-1995, một chiếc Kfir C.2 đã bắn hạ một chiếc Cessna A-37B của Không quân Peru bằng tên lửa không đối không Shafrir 2.
Năm 1996, khi tình trạng căng thẳng xảy ra giữa Ecuador và Peru, người Ecuador đã mua tiếp 4 chiếc Kfir khác (3 chiếc C.2 và 1 chiếc TC.2) sau khi nhận được sự chấp thuận từ Bộ ngoại giao Hoa Kỳ.
Năm 1998, với việc những chiếc tiêm kích-ném bom SEPECAT Jaguar đã già trong các phi đội, chúng đã được rút khỏi các nhiệm vụ tích cực, Ecuador bắt đầu đàm phán với Israel để mua một lô 8 chiếc Kfir. Lo sợ một sự leo thang chạy đua vũ trang tại Nam Mỹ - Peru mới đây đã trang bị 18 chiếc Mikoyan MiG-29 và 18 chiếc Sukhoi Su-25 từ Belarus. Để đối phó với động thái này của Peru, Ecuador và Israel đã ký hợp đồng vào năm 1999 với 2 chiếc Kfir C.10 và chuyển đổi một số chiếc C.2 của FAE thành tiêu chuẩn của C.10, được gọi tên là Kfir CE ở Ecuador, nó có hệ thống hiển thị trên mũ và trang bị tên lửa không đối không hồng ngoại Python 3 và Python 4.
Năm 2005, Ecuador đã mất 4 chiếc Kfir, bao gồm 1 chiếc TC.1, kể từ khi chúng đi vào hoạt động năm 1982.

#### Sri Lanka
Không quân Sri Lanka (SLAF) có 6 chiếc Kfir C.2 và một chiếc TC.2 từ Israel vào năm 1995-1996. 9 chiếc khác đã được thêm vào bản kiểm kê máy bay năm 2005, bao gồm 4 chiếc C.2 và 4 chiếc C.7 mua năm 2000. Hiện nay SLAF sử dụng hai chiếc TC.2, hai chiếc C.7 và 8 chiếc C.2. SLAF đã sử dụng rộng rãi những chiếc Kfir để thực hiện nhiệm vụ tấn công các mục tiêu thuộc tổ chức LTTE trong các cuộc xung đột hiện nay tại Sri Lanka.

## Các phiên bản

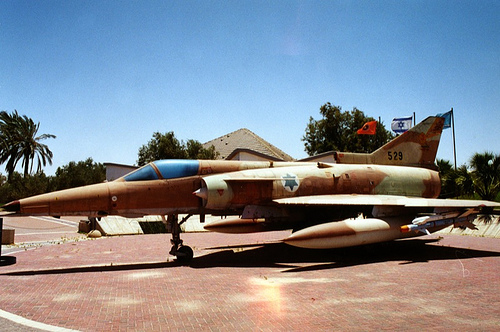
Kfir TC-2 tại bản tàng không quân căn cứ không quân Hatzerim

- Kfir-C1: Phiên bản sản xuất cơ bản.
  - F-21A Lion: 25 chiếc Kfir-C1 nâng cấp để cho Hải quân và Thủy quân lục chiến Hoa Kỳ thuê, đóng vai trò máy bay đối phương và có tên gọi F-21A. Những máy bay này được cải tiến và bao gồm cánh mũi ở phần cửa hút khí. Những cánh mũi này đã tăng khả năng thao diễn rất lớn của máy bay và khả năng điều khiển tốc độ chậm, và cải tiến này đã được áp dụng trên những phiên bản sau này.
- Kfir-C2: C1 cải tiến với cải tiến nổi bật về hình dáng khí động học. Những thay đổi bao gồm "dogtoothed" (kiểu hình chóp) ở gờ trước cánh máy bay, đường ván nhỏ dưới phần mũi và góc xuôi lớn hơn ở cánh mũi.
- Kfir-TC2: Một phiên bản huấn luyện hai chỗ phát triển từ C2. Nó có phần mũi dài hơn và thấp hơn để cải thiện tầm nhìn của phi công.
- Kfir-C7: Phiên bản cải tiến gần như toàn bộ. Hầu như đa số nếu không phải mọi chiếc C2 được cải tiến thành phiên bản này. Nó bao gồm động cơ J79-GEJ1E cải tiến tăng thêm 1.000 lb lực đẩy khi đốt nhiên liệu phụ trội (và do đó tăng trọng lượng cất cánh cực đại thêm 3.395 lb), thêm hai giá treo vũ khí dưới khe hút khí, hệ thống điện tử hàng không tốt hơn với radar Elta EL/M-2021B, buồng lái với hình dạng HOTAS và khả năng tiếp nhiên liệu khi bay.
- Kfir-TC7: Phiên bản huấn luyện hai chỗ phát triển từ C7.
- Kfir-C10: Một phiên bản phát triển đặc biệt cho xuất khẩu. Thay đổi quan trọng là radar Elta EL/M-2032. Những thay đổi khác bao gồm khả năng HMD va hai màn hình hiển thị đa chức năng (MFD) 127*177mm. Phiên bản này cũng còn được gọi là Kfir CE và Kfir 2000.

## Các quốc gia sử dụng
Israel
- Không quân Israel

 Colombia
- Không quân Colombia

 Ecuador
- Không quân Ecuador

 Sri Lanka
- Không quân Sri Lanka

 Hoa Kỳ
- Thủy quân lục chiến Hoa Kỳ
- Hải quân Hoa Kỳ

## Thông số kỹ thuật (Kfir C.2)

### Đặc điểm riêng
- Phi đoàn: 1
- Chiều dài: 15.65 m (51 ft 4.25 in)
- Sải cánh: 8.21 m (26 ft 11.5 in)
- Chiều cao: 4.55 m (14 ft 11.5 in)
- Diện tích cánh: 34.80 m² (374.60 sq ft)
- Trọng lượng rỗng: 7.285 kg (16.060 lb)
- Trọng lượng cất cánh: 10.415 kg (22.961 lb)
- Trọng lượng cất cánh tối đa: 14.670 kg (32.340 lb)
- Động cơ: 1× General Electric J-79-J1E do IAl Bedek chế tạo, 52.89 kN (11.890 lb st) và 83.40 kN (18.750 lb st) khi đốt nhiên liệu phụ trội

### Hiệu suất bay
- Vận tốc cực đại: 2.440 km/h (1.516 mph)
- Tầm bay: 770 km (480 mi)
- Trần bay: 17.700 m (58.000 ft)
- Vận tốc lên cao: 233.3 m/s (45.930 ft/min)
- Lực nâng của cánh: n/a
- Lực đẩy/trọng lượng: n/a

### Vũ khí
- Pháo: 2x pháo DEFA 553 30-mm do Rafael chế tạo, 140 viên/khẩu.
- Khối lượng vũ khí tải tối đa: 6085 kg (13.415 lb)
  - Bom: Mk-82, GBU-13, Griffin LGBs, TAL-1 và TAL-2 CBUs, BLU-107 Durandal, HOBOS.
  - Tên lửa không dẫn đường
  - Tên lửa: Shrike chống bức xạ (ARM); Maverick không đối đất (ASM); Sidewinder, Shafrir, và seri-Python không đối không (AAM).

### Thông tin thêm
- Maquinas de Guerra - Enciclopedia de las Armas del Siglo XX. Planeta-De Agostini, Madrid, 1984. (Aerospace Publishing Ltd., London, 1983). ISBN 84-7551-292-5.
- Terry Gander, Christopher Chant, Bob Munro, Collins/Jane's Combat Aircraft. Harper Resource, 1995. ISBN 0-00-470846-6.
- Israel Aircraft Industries Ltd., www.iai.co.il.
- Federation of American Scientists, www.fas.org.
- Milavia, wwww.milavia.net
- Air Combat Information Group, www.acig.org Lưu trữ ngày 30 tháng 4 năm 2009 tại Wayback Machine.
- Daniel H. Green, www.danshistory.com.
- Greg Goebel, www.vectorsite.net.
- www.Israeli-Weapons.com.
- www.Aerospaceweb.org
- Mirage. James Follett. Novel describing the clandestine operation by an Israeli civilian to steal the engineering drawings of the Mirage from a Swiss sub-contractor in the late 60's. ISBN 0-7493-0003-5

## Nội dung liên quan

### Máy bay có cùng sự phát triển
- Dassault Mirage III
- Dassault Mirage 5/50
- IAI Nesher
- Atlas Cheetah

### Máy bay có tính năng tương đương
- Dassault Mirage F1
- Mikoyan-Gurevich MiG-23
- Saab Viggen

### Danh sách
- Danh sách máy bay chiến đấu